# Characodoma strangulatum
Characodoma strangulatum is een mosdiertjessoort uit de familie van de Cleidochasmatidae. De wetenschappelijke naam van de soort is voor het eerst geldig gepubliceerd in 1906 door Calvet.